# Альбу, Елена
Елена Альбу (рум. Elena Albu; 1 сентября 1949, Яссы — 17 марта 2003, Бухарест) — румынская актриса
 театра и кино.

## Биография
Со школы играла на сцене Театра в Сибиу (1967—1968). В 1973 году закончила Институт театрального и кинематографического искусства им. И. Л. Караджале в Бухаресте.
Дебютировала как профессиональная актриса на театральной сцене в 1972 году. Тогда же начала сниматься в театральных постановках и фильмах. Была главной героиней многих постановок своего мужа, режиссера Мирчи Верою (1941—1997).
Актриса драматического театра им. Г. А. Пецкулеску в Решице, где играла в пьесе Джорджа Бернарда Шоу «Профессия миссис Уоррен». Обладала богатым и разнообразным актёрским талантом.
Последняя роль — в шоу «Снеговики» («Oameni de zăpadă»), которую сыграла в небольшом театре в сезоне 1998/1999 г.
Исполнила роли в 10 фильмах.
Умерла одинокая в своём доме в результате кровоизлияния в мозг.

## Фильмография
- 1973 — Апачи / Apașii — жена Ульзаны
- 1975 — Иллюстрация с полевыми цветами / Ilustrate cu flori de cîmp — Ирина, дочь посредника
- 1976 — Сквозь прах империи / Prin cenușa imperiului — гречанка
- 1978 — Между параллельными зеркалами / Între oglinzi paralele — Эла
- 1979 — Falansterul
- 1981 — Отряд «Конкордии» / Detașamentul «Concordia» — студентка Анна
- 1984 — Мельница халифа / Moara lui Călifar
- 1984 — Сёстры / Surorile
- 1994 — Сон острова / Somnul insulei
- 1997 — Женщина в красном / Femeia în roșu — Анна Сейдж